# Дервук, Илья Игоревич
Илья Игоревич Дервук (род. 9 июля 1996, Омск) — российский хоккеист, защитник. Мастер спорта России (2024).

## Биография
Начал заниматься хоккеем в пять лет, первый тренер Виктор Стародубцев. Воспитанник омского «Авангарда». С сезона 2012/13 стал играть в МХЛ в составе команды «Омские ястребы» и в МХЛ-Б в составе «Ястребов». В следующем сезоне дебютировал в КХЛ за «Авангард». В сезоне 2014/15 также сыграл 9 матчей за «Сокол» Красноярск в ВХЛ. Бо́льшую часть сезона 2017/18 провёл в команде ВХЛ «Сарыарка» Караганда, в концовке вернулся в «Авангард». Сезон 2018/19 начал в «Югре», в октябре в рамках договора с «Динамо» Пардубице перешёл в чешский клуб. Затем играл в ВХЛ за «Ижсталь», «Югру», «Химик» Воскресенск (все — 2019/20), «Омские крылья», «Звезду» Москва (после обмена из «Авангарда» в ЦСКА, 2021/22), «Сокол» Красноярск (после обмена в «Амур», 2022/23), «Омские крылья» (в сезоне 2023/24), «Зауралье» Курган (с сезона 2023/24).
Участник юниорского чемпионата мира 2014 года.